# Великий Єлник
Великий Єлник (словен. Veliki Jelnik) — поселення в общині Луковиця, Осреднєсловенський регіон, Словенія. 
Висота над рівнем моря: 540 м.